# Chimarra obscura
Chimarra obscura is een schietmot uit de familie Philopotamidae. De soort komt voor in het Nearctisch gebied.